# 别比提·阿里别科夫
别比提·巴合提吾勒·阿里别科夫（1984年12月2日—），哈萨克斯坦记者、企业家。

## 生平
2022年，共和党成立，阿里别科夫为该党党员。